# Melanodexia
Melanodexia – rodzaj muchówek z rodziny plujkowatych (Calliphoridae).

## Wybrane gatunki
- M. californica Hall, 1948
- M. glabricula (Bigot, 1888)
- M. grandis Shannon, 1926 (Syn.: M. pacifica Hall, 1948)
- M. idahoensis (Hall, 1948)
- M. nox (Hall, 1948)
- M. satanica Shannon, 1926
- M. tristina (Hall, 1948)
- M. tristis Williston, 1893